# Dieter H. Jütting
Dieter H. Jütting (* 4. Januar 1943 in Neu-Oderberg, Landkreis Teschen) ist ein deutscher Sportpädagoge. Von 1990 bis 2008 lehrte er Sportkultur und Weiterbildung an der Westfälischen Wilhelms-Universität Münster.

## Leben
Dieter Jütting, Sohn von Alwine Jütting, geborene Schapmann, und des Beamten Johann Jütting, wuchs in Neermoor/Ostfriesland und in Münster/Westfalen auf. Nach Ausbildung und beruflichem Einstieg bei der Deutschen Bundesbahn begann er auf dem 2. Bildungsweg ein Studium an der Westfälischen Wilhelms-Universität Münster in den Fächern Germanistik, Pädagogik, Soziologie, Niederländisch und Leibeserziehung, das er mit dem Erwerb des Staatsexamens für das Lehramt an Gymnasien 1972 abschloss. Während seines Studiums wurde er von der Stiftung Mitbestimmung (heute Hans-Böckler-Stiftung) gefördert, war Sprecher der Münsteraner Stipendiaten und Mitglied im Auswahlausschuss der Stiftung. 1966 hatte er Traudel Abeler geheiratet, mit der er die Kinder Johannes und Henrike Jütting hatte.
Im Jahr 1975 wurde er dort mit der Arbeit Freizeit und Erwachsenensport zum Doktor promoviert.
Er war zunächst Beamter bei der Deutschen Bundesbahn und begann anschließend eine wissenschaftliche Laufbahn. 1979 wurde Jütting als Professor auf den Lehrstuhl Erwachsenenbildung am Institut für Jugendbildung und Erwachsenenbildung der Johann Wolfgang Goethe-Universität Frankfurt am Main berufen.
Jütting wechselte 1983 auf den Lehrstuhl Erwachsenenpädagogik an der Gesamthochschule (heute Universität) Paderborn.
1990 wurde Jütting auf den Lehrstuhl Sportkultur und Weiterbildung am neugegründeten Institut für Sportkultur und Weiterbildung der Westfälischen Wilhelms-Universität Münster berufen und zum geschäftsführenden Direktor ernannt. Hier lehrte und forschte er bis zu seiner Pensionierung 2008.

## Wissenschaftliche Beratung und bürgerschaftliches Engagement
- Breiten- und Freizeitsportwart des Deutschen Volleyball-Verbandes (1981 bis 1989)
- Gründer und Manager des Volkslaufes „Rund um das Schloss“ (1991 bis 2001)
- Gründer und Manager des Volkslaufes „Leonardo Campus-Rund“ (2001 bis 2008)
- Leiter der Forschungsgruppe „Akademisches-Fußball-Team“ an der Westfälischen Wilhelms-Universität (2000 bis 2007)
- Mitglied im Qualifizierungsausschuss des Fußball- und Leichtathletikverbandes Westfalen (2004 bis 2008)
- Vorsitzender der Kommission Vereinsentwicklung des Fußball- und Leichtathletikverbandes Westfalen
- Mitglied im Kuratorium der DFB-Kulturstiftung[4]
- Vorsitzender des Fördervereins Münsteraner Sportwissenschaft (seit 2008)[5]
- Vorsitzender der Kommission „Zukunftspreis des Fußball- und Leichtathletikverbandes Westfalen“ (2008 bis 2018)
- Vorsitzender der Jury „Bernd Feldhaus-Engagementpreis“ (seit 2013)[4]

## Schriften (Auswahl)
- Freizeit und Erwachsenensport. München/Basel 1976.
- Freie Zeit – zum Zeitkonzept und Zeithaushalt in der Industriegesellschaft. In: E. Franke (Hrsg.): Sport und Freizeit. Reinbek bei Hamburg 1983, S. 27–41.
- Die Mitarbeiterfrage in der Erwachsenenbildung. Ein Literatur- und Forschungsbericht. In: K. Harney, D. H. Jütting, B. Koring (Hrsg.): Professionalisierung der Erwachsenenbildung. Frankfurt am Main u. a. 1987, S. 1–58.
- Ansichten zu Sportvereinen in der Bundesrepublik Deutschland. In: Sport der Zukunft – Zukunft des Sports. Aachen 1996, S. 66–85.
- Geben und Nehmen: ehrenamtliches Engagement als sozialer Tausch. In: Dritter Sektor – Dritte Kraft. Versuch einer Standortbestimmung. Hrsg.: R. Graf Strachwitz. Stuttgart 1998, S. 271–289.
- Sportvereinssysteme in Europa: nationale Strukturen – europäische Gemeinsamkeiten – vergleichende Bemerkungen. In: Dieter H. Jütting (Hrsg.): Sportvereine in Europa zwischen Staat und Markt. Münster u. a. 1999, S. 35–59.
- mit van N. Bentem: Sportvereine in Deutschland und in den Niederlanden. Münster u. a. 1999.
- Olympischer Sport und kulturelle Hegemonie. Zur globalen Expansion eines europäischen Kulturmusters. In: H. Digel (Hrsg.): Spitzensport. Chancen und Probleme. Schorndorf 2000, S. 80–97.
- mit van N. Bentem und V. Oshege: Vereine als sozialer Reichtum. Münster u. a. 2003.
- Zivilgesellschaft und Fußball in Deutschland. In: Journal für politische Bildung. 3/2005, S. 20–27.
- Joggend auf den Spuren der Skulpturen. Zum Verhältnis von Politik, Kunst und Sport im öffentlichen Raum. In: Dieter H. Jütting (Hrsg.): Wer läuft denn da? Studien zur Laufbewegung. Münster 2007, S. 9–28.
- mit K. Harney: Massenhaftes Zuschauen, FIFA-WM und Projekt Klinsmann: Beobachtungen zur FIFA-Weltmeisterschaft 2006. In: Dieter H. Jütting (Hrsg.)_: Die Welt ist wieder heimgekehrt. Studien zur Evaluation der FIFA-WM 2006. Münster 2007, S. 11–23.
- als Hrsg. mit B. Schulze und U. Müller: Local Sport in Europe. Münster u. a. 2009.
- Bedeutung des Sports – das gesellschaftliche Phänomen. In: Gesellschaftlicher Wandel und Sportentwicklung. Bilanz und Perspektiven. Hrsg. von B. Schulze und U. Marker. Münster u. a. 2011, S. 11–16.
- Stadt und Land. König und Zaunkönig. Zum Inklusions- und Prestigepotential des Fußballs. In: Sport – Geschichte – Pädagogik. Hildesheim 2015, S. 149–156.
- Sport für alle: Erlebte Geschichte. In: Dieter H. Jütting, M. Krüger (Hrsg.): Sport für alle. Idee und Wirklichkeit. Münster 2017, S. 139–154.